# Eduardo Franco
Eduardo Franco, född 29 augusti 1994 i Yuma, Arizona, är en amerikansk skådespelare som fick sitt internationella genombrott för rollen som Argyle i säsong 4 av den amerikanska TV-serien Stranger Things.
Han föddes som son till mexikanska föräldrar.